# Mários Matsákis
Mários Matsákis (grec moderne : Μάριος Ματσάκης), né le 2 août 1954 à Limassol, est un homme politique chypriote.